# Муравлёв, Николай Васильевич
Николай Васильевич Муравлёв (1924—1956) — капитан Советской Армии, участник подавления Венгерского восстания 1956 года, Герой Советского Союза (1956).

## Биография
Николай Муравлёв родился 27 декабря 1924 года в деревне Ивово (ныне — Липецкий район Липецкой области). В детстве с семьёй переехал в Липецк, где окончил восемь классов школы. В июле 1942 года Муравлёв был призван на службу в Рабоче-крестьянскую Красную Армию. В 1944 году он окончил курсы политсостава. С августа того же года — на фронтах Великой Отечественной войны, был ранен. В 1947 и в 1950 годах оканчивал курсы усовершенствования офицерского состава. К осени 1956 года гвардии капитан Николай Муравлёв был заместителем командира стрелковой роты 381-го гвардейского парашютно-десантного полка 31-й гвардейской воздушно-десантной дивизии, дислоцировавшийся в городе Новоград-Волынский Житомирской области Украинской ССР.
С 4 ноября 1956 года в составе своего полка Муравлёв участвовал в боях с венгерскими повстанцами. 6 ноября в бою на будапештской площади Ленке он принимал участие в разгроме вражеской засады, в том бою заменил собой командира стрелковой роты. Под его руководством рота разгромила второй заслон повстанцев на площади Барток-Бела, нанеся им большие потери. На площади Жигмонта рота Муравлёва разгромила крупный опорный пункт противника, взяв в плен 143 повстанца. Во время зачистки окружающих домов Муравлёв погиб. Похоронен на будапештском кладбище Керепеши.
Указом Президиума Верховного Совета СССР от 18 декабря 1956 года за «мужество и отвагу, проявленные при выполнении воинского долга» гвардии капитан Николай Муравлёв посмертно был удостоен высокого звания Героя Советского Союза. Также был награждён орденом Ленина и рядом медалей.